# Jeremy Canela
Jeremy Jorge Canela Temoche (Lima, Perú, 6 de marzo de 1998) es un futbolista profesional peruano. Juega de extremo derecho y actualmente milita en Alianza Atlético de la Primera División de Perú.

## Estadísticas

### Clubes
| Club | Div.          | Temporada     | Liga  | Liga  | Liga   | Copas nacionales(1) | Copas nacionales(1) | Copas nacionales(1) | Torneos internacionales(2) | Torneos internacionales(2) | Torneos internacionales(2) | Total(3) | Total(3) | Total(3) |
| Club | Div.          | Temporada     | Part. | Goles | Asist. | Part.               | Goles               | Asist.              | Part.                      | Goles                      | Asist.                     | Part.    | Goles    | Asist.   |
| --- | ------------- | ------------- | ----- | ----- | ------ | ------------------- | ------------------- | ------------------- | -------------------------- | -------------------------- | -------------------------- | -------- | -------- | -------- |
| Sporting Cristal · Perú | 1.ª           | 2018          | 1     | 0     | 0      | —                   | —                   | —                   | —                          | —                          | —                          | 1        | 0        | 0        |
| Sporting Cristal · Perú | 1.ª           | 2019          | —     | —     | —      | —                   | —                   | —                   | —                          | —                          | —                          | 0        | 0        | 0        |
| Sporting Cristal · Perú | Total club    | Total club    | 1     | 0     | 0      | 0                   | 0                   | 0                   | 0                          | 0                          | 0                          | 1        | 0        | 0        |
| Alianza Atlético · Perú | 2.ª           | 2020          | 8     | 0     | 0      | —                   | —                   | —                   | —                          | —                          | —                          | 8        | 0        | 0        |
| Alianza Atlético · Perú | 1.ª           | 2021          | 14    | 2     | 2      | 2                   | 0                   | 0                   | —                          | —                          | —                          | 16       | 2        | 2        |
| Alianza Atlético · Perú | 1.ª           | 2022          | 31    | 4     | 4      | —                   | —                   | —                   | —                          | —                          | —                          | 31       | 4        | 4        |
| Alianza Atlético · Perú | 1.ª           | 2023          | 29    | 5     | 3      | —                   | —                   | —                   | —                          | —                          | —                          | 29       | 5        | 3        |
| Alianza Atlético · Perú | 1.ª           | 2024          | 11    | 1     | 0      | —                   | —                   | —                   | —                          | —                          | —                          | 11       | 1        | 0        |
| Alianza Atlético · Perú | Total club    | Total club    | 93    | 12    | 9      | 2                   | 0                   | 0                   | 0                          | 0                          | 0                          | 95       | 12       | 9        |
| Total carrera | Total carrera | Total carrera | 94    | 12    | 9      | 2                   | 0                   | 0                   | 0                          | 0                          | 0                          | 96       | 12       | 9        |
| (1) Incluye datos de la Copa Bicentenario. (2) Incluye datos de la Copa Libertadores y Copa Sudamericana. (3) No incluye goles en partidos amistosos. |               |               |       |       |        |                     |                     |                     |                            |                            |                            |          |          |          |